# جغرافيا كيريباتي
كيريباتي، تتالف من 32 جزيرة مرجانية وجزيرة واحدة منتشرة في نصفي الكرة الأرضية الأربعة في مساحة من المحيط التي تعادل حجم قارة االولايات المتحدة. تقع الجزر في منتصف الطريق تقريبًا بين هاواي وأستراليا في منطقتي الميكرونيزية والبولينيزية في منطقة جنوب المحيط الهادئ. والمجموعات الجزر الرئيسية الثلاث هي جزر جيلبرت وجزر فينيكس وجزر لاين.في 1 يناير 1995، نقل خط التاريخ الدولي لكيريباتي بحيث يشمل جزرها الواقعة في أقصى الشرق وجعله في نفس اليوم في جميع أنحاء البلاد.

## جغرافية
تضم كيريباتي جزيرة كيريتيماتي (جزيرة عيد الميلاد المرجانية؛ في جزر لاين)، وهي أكبر جزيرة مرجانية (من حيث مساحة اليابسة، وليس الأبعاد) في العالم، وبانابا (التي تسمى جزيرة المحيط)، وهي واحدة من أكبر ثلاث جزر الفوسفاتية الصخرية في المحيط الهادئ.
تمتد جزيرة كيريباتي على خط الاستواء في المحيط الهادئ، حوالي نصف المسافة من هاواي إلى أستراليا. في 1 يناير 1995, نقل خط التوقيت الدولي لكيريباتي من جانب واحد الواقع في وسط البلاد ليضم جزرها الواقعة في أقصى الشرق وجعله في نفس اليوم في كل أنحاء البلاد.

### منطقة

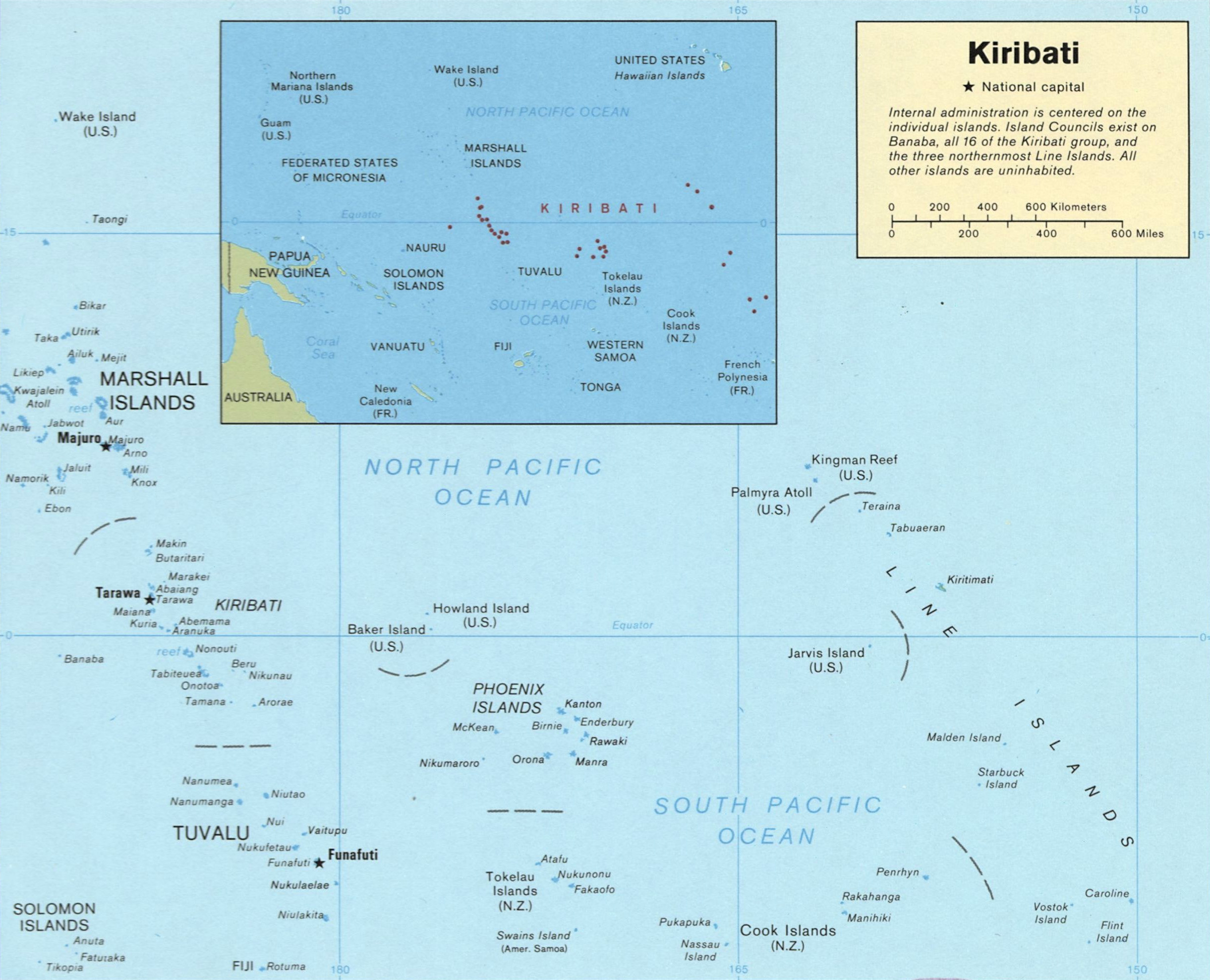
خريطة كيريباتي.

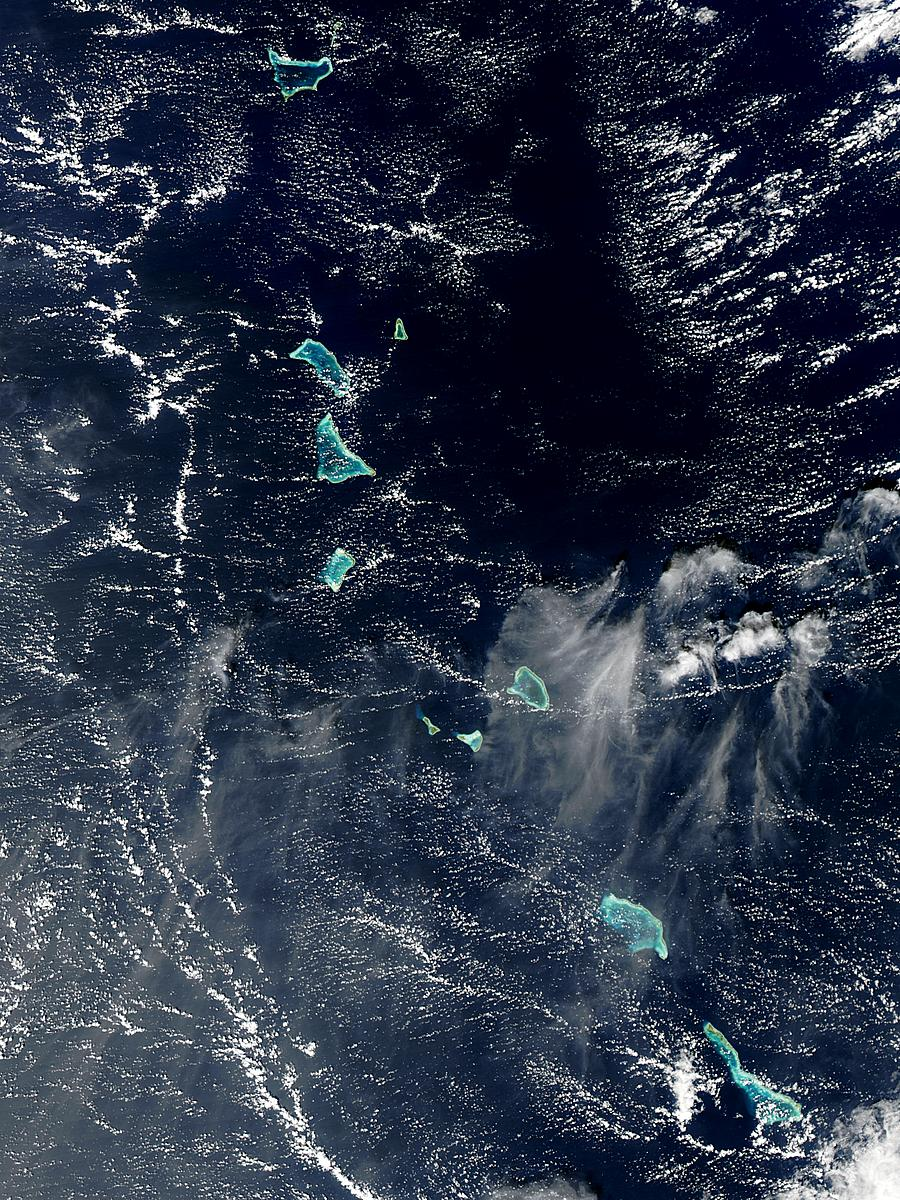
جزر جيلبرت في كيريباتي

تبلغ إجمالي كتلة مساحة الأرض 811 كيلومتر مربع (313 ميل2). وهي تتضمن ثلاث مجموعات من الجزر - جزر جيلبرت، وجزر لاين، وجزر فينيكس. معظم الأراضي في هذه الجزر يبلغ ارتفاعها أقل من مترين فوق مستوى سطح البحر. بما في ذلك كمية المياه الموجودة فيها، وتبلغ مساحة المياه والأرض الاجمالية 2485 ميلاً مربعاً. ذكر تقرير صادر من الامم المتحدة في عام 1989ان كيريباتي واحدة من البلدان التي يمكن أن تختفي تمامًا في القرن الحادي والعشرين إذا مالم يتم اتخاذ خطوات لمعالجة تغير المناخ العالمي.
يبلغ مجموع ساحل الجزر 1143 كم (710 ميل) في الطول. كيريباتي لديها 12 أكبر منطقة اقتصادية مستثناة البالغة 3,441,810 كيلومتر مربع (1,328,890 ميل2) (200 ميل بحري). الجزر مسطحة نسبيًا وجدا منتشرة. يبلغ ارتفاع اعلى نقطة في جزيرة بانابا 265 قدمًا على مستوى سطح البحر.

### منا
تمتاز كيريباتي بمناخ بحري نظرًا لموقعها. تتراوح درجات الحرارة بين 26-32 درجة مئوية على مدار العام، مع بقاء درجة حرارة الماء على درجة حرارة مريحة على مدار العام من 28 إلى 29 درجة مئوية. يمتد موسم الجفاف من ديسمبر إلى مارس بينما يستمر موسم الأمطار من فبراير إلى مايو ومن سبتمبر إلى نوفمبر. وفي السنوات الأكثر جفافاً، استقبلت الجزر 150 ملم من الأمطار بينما شهدت السنوات التي كانت أكثر رطوبة ما يزيد عن 4000 ملم.

### استخدام الأراضي
تبلغ مساحة الأراضي الصالحة للزراعة 2.5%. ويبلغ استخدام المحاصيل حوالي 40٪ من الأراضي المتوفرة. يوجد عدد قليل من الأشجار وتحتل 10 ٪ من الأرض. وحوالي 50٪ من الأرض استخدمت للسكن والاستعمال التجاري.

### بيئة طبيعية

#### المناطق البيئية
كيريباتي جزء من ثلاث مناطق بيئية أرضية:
- تقع جزر الخط في المنطقة البيئية للغابات الاستوائية الرطبة في بولينيزيا الوسطى
- تقع جزر فينيكس في منطقة الغابات الاستوائية الرطبة الغربية في بولينيزيا
- تقع جزر جيلبرت وبانابا في منطقة الغابات الاستوائية الرطبة الشرقية في ميكرونيزيا

#### الموارد الطبيعية
تم استنفاد الكثير من الموارد الطبيعية قبل استقلالها عام 1979. في جزيرة بانابا، استخرج البريطانيون الفوسفور من أجل ذرق الطائر(فضلات الطيور البحرية وبقاياها بعد الموت)، حتى نفاذ التغذية، وهذا حدث كان قبل الاستقلال.

#### الأخطار الطبيعية
يمكن ان تحذث الاعاصير في أي وقت، ولكن عادة ما تحدث اعاصير موسمية من نوفمبر إلى مارس؛ وبسبب انخفاض مستوى بعض الجزر يجعلها ذات حساسية شديدة للتغيرات التي تكون في مستوى سطح البحر. ويصف تقرير تغير المناخ في المحيط الهادي (2011) أن كيريباتي معرضة لخطر قليل من الأعاصير؛  ومع ذلك في مارس 2015، تعرضت كيريباتي للفيضانات وتدمير الأسوار البحرية والبنية التحتية الساحلية نتيجة لإعصار بام، وهو إعصار من الفئة 5 الذي دمر فانواتو.

#### تلوث
لقد عانت جزيرة بانابا بشدة من الآثار اللاحقة بسبب تعدين الضخم للفوسفور. تم اجبار معظم السكان على الإخلاء إلى دولة جزيرة فيجي بسبب آثارها. بالإضافة إلى ذلك، فإن الجزيرة المرجانية الواقعة بالقرب من جزيرة تاراوا المعرضة لتأثيرات التخلص من النفايات الصلبة. وذكر تقرير للأمم المتحدة أن الحياة البرية في المنطقة مهددة بالانقراض. وان الجزر جدا حساسة للآثار الضارة.

### الاتفاقيات الدولية
وقعت الدولة على اتفاقية التنوع في السادس من أغسطس 1994.
كما وقعت أيضا على اتفاقيات حول تغير المناخ- بروتوكول كيوتو، والتصحر، والمخلفات الخطرة، وقانون البحار، والإغراق البحري، وحماية طبقة الأوزون.

### منطقة محمية

المياه الإقليمية لكريباتي (المنطقة الاقتصادية الخالصة)

تشكل محمية جزر فينيكس حوالي 11.34٪ من المنطقة الاقتصادية المسثناة في كيريباتي (المنطقة الاقتصادية الخالصة) بحجم 408,250 كيلومتر مربع (157,630 ميل2).وتعتبر ثاني أكبر منطقة محمية بحرية في المحيط الهادي.